# 1605 az irodalomban
Az 1605. év az irodalomban.

## Események
- február 10. – William Shakespeare A velencei kalmár című vígjátékának előadása Londonban.

## Publikációk
- Miguel de Cervantes regénye, a Don Quijote (teljes eredeti címén: El ingenioso hidalgo don Quijote de la Mancha; magyarul: Az elmés nemes Don Quijote de la Mancha) első részének kiadása. A második rész 1615-ben jelent meg.

## Születések
- január – Friedrich von Logau német lírikus, epigramma-költő († 1655)
- ? – Johann Heinrich Bisterfeld evangélikus teológus, Bethlen Gábor fejedelem titkos tanácsosa és gyulafehérvári tanár, az angol puritanizmus híve († 1655).

## Halálozások
- október 13. – Béza Tódor, Théodore de Bèze svájci teológus, Kálvin János hivataltársa és utóda a genfi református egyházban (* 1519)
- ? – Magyari István evangélikus prédikátor, Nádasdy Ferenc (a fekete bég) udvari prédikátora (* 1565 körül)